# Kasteel Hoogpoort

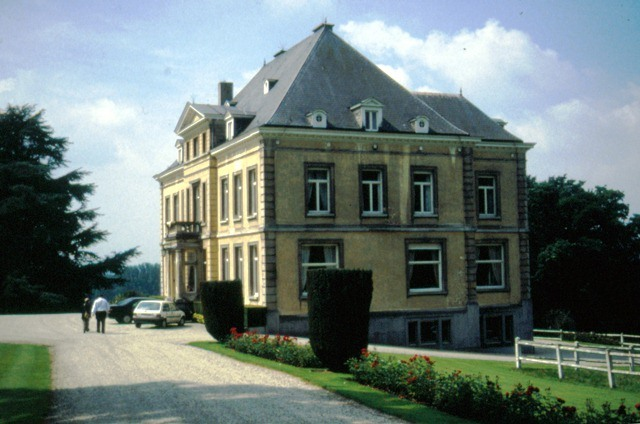
Kasteel Hoogpoort

Het Kasteel Hoogpoort is een kasteel in de Vlaams-Brabantse plaats Asse, gelegen aan Hoogpoort 6-8.

## Geschiedenis
Op de Kaerte Figuratieve van de goederen van 't hoff te Vrythout ende de hooge Poorte van 1718 is sprake van een voornaam buitenhuis. In 1749 was het goed eigendom van Barbara Leyniers. In 1831 was het huis, samen met omliggende 34 ha, eigendom van Joseph Leyniers. Diens weduwe verkocht het in 1840 aan notaris Joseph Crick. Deze vergrootte het goed tot 177 ha en verwierf ook de IJzenbeekmolen. Omstreeks 1860 liet hij het grootste deel van de gebouwen van Hoogpoort afbreken en vermoedelijk bleef enkel het oude buitenhuis bewaard. In 1876 stierf hij en zijn zoon, Prosper Crick, verbouwde en vergrootte dit huis begin jaren '90 van de 19e eeuw. In 1905 kwam het landgoed aan René Florin. Deze liet in 1908 in de nabijheid van het oude huis een neoclassicistisch kasteeltje bouwen. Dit was omringd door een bos van 4,5 ha en de rechte paden werden omgezet in slingerpaden. Het bos herbergt bosbingelkruid, daslook en boswederik. Het is dit kasteeltje dat nog bestaat.